# 羽生田站

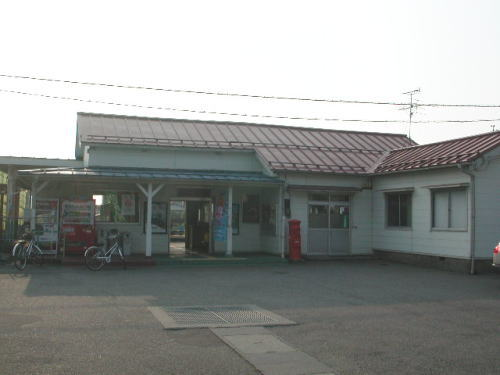
重建前的車站大樓（2004年7月）

羽生田站（日语：／ Hanyūda eki */?）是位於新潟縣南蒲原郡田上町大字羽生田98番，東日本旅客鐵道（JR東日本）的信越本線車站。

## 歷史
- 1903年（明治36年）4月19日：北越鐵道矢代田至加茂之間開設此站[2]。
- 1907年（明治40年）8月1日：北越鐵道根據鐵道國有法（日语：鉄道国有法）而國有化。成為帝國鐵道廳（國鐵）車站。
- 1987年（昭和62年）4月1日：伴隨國鐵分割民營化，車站由東日本旅客鐵道（JR東日本）營運。
- 2006年（平成18年）1月21日：此站開始可以使用IC卡「Suica」[3]。
- 2007年（平成19年）12月：現時的車站大樓開始使用[1]。

## 車站構造
車站是一座地面車站，設有1面1線單式月台和1面2線的島式月台，共設有2面3線月台。月台之間設有跨線橋連接。
此站是由新津站管理的業務委託車站，委托了JR新潟Business負責車站業務。車站大樓內設有有人閘口、綠色窗口（營業時間 7:00分 - 17:10 ，中間設有休息時間）、簡易Suica閘機（入閘1台，出閘2台）、候車室、自動販賣機和廁所等設施。

### 月台
| 月台 | 路線      | 上下行 | 方向     |
| ---- | --------- | ------ | -------- |
| 1、2 | ■信越本線 | 上行   | 長岡方向 |
| 2、3 | ■信越本線 | 下行   | 新津方向 |

部分列車使用2號月台。早上設有1班列車行走新潟站至此站之間。

## 使用狀況
在2019年度（令和元年度），1日平均乘車人次為489人。
以下列出近年1日平均乘車人次：
| 乘車人次變化       | 乘車人次變化     | 乘車人次變化    |
| 年度               | 1日平均 乘車人次 | 參考資料        |
| ------------------ | ---------------- | --------------- |
| 1981年（昭和56年） | 942              | [ 利用客数 2 ]  |
| 2000年（平成12年） | 692              | [ 利用客数 3 ]  |
| 2001年（平成13年） | 717              | [ 利用客数 4 ]  |
| 2002年（平成14年） | 705              | [ 利用客数 5 ]  |
| 2003年（平成15年） | 678              | [ 利用客数 6 ]  |
| 2004年（平成16年） | 679              | [ 利用客数 7 ]  |
| 2005年（平成17年） | 685              | [ 利用客数 8 ]  |
| 2006年（平成18年） | 698              | [ 利用客数 9 ]  |
| 2007年（平成19年） | 706              | [ 利用客数 10 ] |
| 2008年（平成20年） | 704              | [ 利用客数 11 ] |
| 2009年（平成21年） | 668              | [ 利用客数 12 ] |
| 2010年（平成22年） | 661              | [ 利用客数 13 ] |
| 2011年（平成23年） | 629              | [ 利用客数 14 ] |
| 2012年（平成24年） | 612              | [ 利用客数 15 ] |
| 2013年（平成25年） | 612              | [ 利用客数 16 ] |
| 2014年（平成26年） | 577              | [ 利用客数 17 ] |
| 2015年（平成27年） | 570              | [ 利用客数 18 ] |
| 2016年（平成28年） | 516              | [ 利用客数 19 ] |
| 2017年（平成29年） | 496              | [ 利用客数 20 ] |
| 2018年（平成30年） | 497              | [ 利用客数 21 ] |
| 2019年（令和元年） | 489              | [ 利用客数 1 ]  |

## 車站周邊
車站周邊為羽生田地區和田上町中心。於車站前設有數間商店。於車站後方設有新興住宅區。

### 站前（東邊）
- 新潟縣道104號羽生田停車場線（日语：新潟県道104号羽生田停車場線）
- 國道403號（日语：国道403号）
- JA（日语：農業協同組合）新潟南蒲 田上分店
- Welcia 新潟田上店
- 羽生田郵局

### 站西邊
- 田上町公所

## 巴士路線
在國道403號羽生田站前路口前，設有由新潟交通旗下的新潟交通觀光巴士運行的「湯田上線」巴士站。
羽生田站前
- 湯田上方向
  - 湯田上、
- 加茂方向
  - 加茂醫院前、加茂站前

## 相鄰車站
東日本旅客鐵道
■信越本線
加茂－羽生田－田上

## 注腳

### 使用狀況
1. 1 2  . 東日本旅客鉄道.   [2020-07-13]. （原始内容存档于2020-07-14） （日语）.
2. ↑  新潟鐵道管理局
3. ↑  . 東日本旅客鉄道.   [2019-04-04]. （原始内容存档于2019-04-02） （日语）.
4. ↑  . 東日本旅客鉄道.   [2019-04-04]. （原始内容存档于2019-02-22） （日语）.
5. ↑  . 東日本旅客鉄道.   [2019-04-04]. （原始内容存档于2019-04-02） （日语）.
6. ↑  . 東日本旅客鉄道.   [2019-04-04]. （原始内容存档于2019-03-27） （日语）.
7. ↑  . 東日本旅客鉄道.   [2019-04-04]. （原始内容存档于2019-02-23） （日语）.
8. ↑  . 東日本旅客鉄道.   [2019-04-04]. （原始内容存档于2019-04-02） （日语）.
9. ↑  . 東日本旅客鉄道.   [2019-04-04]. （原始内容存档于2019-04-02） （日语）.
10. ↑  . 東日本旅客鉄道.   [2019-04-04]. （原始内容存档于2019-04-02） （日语）.
11. ↑  . 東日本旅客鉄道.   [2019-04-04]. （原始内容存档于2019-02-22） （日语）.
12. ↑  . 東日本旅客鉄道.   [2019-04-04]. （原始内容存档于2019-04-02） （日语）.
13. ↑  . 東日本旅客鉄道.   [2019-04-04]. （原始内容存档于2019-04-02） （日语）.
14. ↑  . 東日本旅客鉄道.   [2019-04-04]. （原始内容存档于2019-03-27） （日语）.
15. ↑  . 東日本旅客鉄道.   [2019-04-04]. （原始内容存档于2019-04-02） （日语）.
16. ↑  . 東日本旅客鉄道.   [2019-04-04]. （原始内容存档于2017-02-08） （日语）.
17. ↑  . 東日本旅客鉄道.   [2019-04-04]. （原始内容存档于2019-04-02） （日语）.
18. ↑  . 東日本旅客鉄道.   [2019-04-04]. （原始内容存档于2019-03-23） （日语）.
19. ↑  . 東日本旅客鉄道.   [2019-04-04]. （原始内容存档于2019-03-27） （日语）.
20. ↑  . 東日本旅客鉄道.   [2019-04-04]. （原始内容存档于2019-03-25） （日语）.
21. ↑  . 東日本旅客鉄道.   [2019-07-16]. （原始内容存档于2019-07-05） （日语）.

## 外部連結
- 車站資訊（羽生田）：東日本旅客鐵道